# Socah (plaats)
Socah is een bestuurslaag in het regentschap Bangkalan van de provincie Oost-Java, Indonesië. Socah telt 5805 inwoners (volkstelling 2010).